# Bethel Nnaemeka Amadi
Bethel Nnaemeka Amadi est un homme politique nigérian né le 25 avril 1964. Il a été Président du Parlement panafricain de 2012 à 2015. Il est décédé le 10 février 2019.

## Biographie

### Formation académique
Bethel Nnaemeka Amadi vient au monde le 25 avril 1964 à Owerri, la capitale de l'État d'Imo au Nigéria. Il va au Federal Government College Warri et poursuit ses études à l'Université de Jos où il obtient une Licence en Droit avec distinction. Après sa formation à la Nigeria Law School Lagos, il est admis au barreau en 1986. 

### Cursus professionnel
Au début des années 1990, il travaille dans le secteur pétrolier et, avec des associés, fonde un cabinet d'avocats. Il entame sa carrière à Christaben Group Limited, entité commerciale spécialisée dans les services pétroliers et gaziers en tant que secrétaire général. Il y gravit les échelons jusqu'à devenir directeur exécutif des opérations. En 1991, il devient directeur général par intérim de Hunting Oil Field Services Nigeria Limited, une coentreprise entre Hunting Plc du Royaume-Uni et Christaben Group Limited. En 1993, il crée et devient associé principal du cabinet d'avocats Hallmans Legal Practitioners (anciennement Amadi, Eyo, Olagoke et Chiagozie). Il met en place par la suite trois nouvelles organisations: Akabb Technologies Limited, une société d'environnement et de laboratoires, PetroField Limited, une société d'ingénierie pétrolière et de services pétroliers et AlfaField Limited, une société pharmaceutique et chimique. En 2000, il obtient le statut de consultant directeur et membre du conseil d'administration de Bendel Insurance Plc., où il assure la gestion du redressement.

### Vie de famille
Il laisse une femme et trois enfants. 

## Carrière politique
Désireux de contribuer au développement de sa nation, Bethel Nnaemeka Amadi se lance en politique. Il est élu en 2003 à la Chambre des représentants  pour représenter la circonscription fédérale de Mbaitoli/Ikeduru de l'État d'Imo. Il est réélu en 2007 puis 2011. Membre fidèle du Parti démocratique populaire (PDP), il siège au Comité exécutif national (NEC) du PDP de 2005 à 2007 et au caucus national en 2007. Il siège également dans plusieurs comités ad hoc du PDP, tant au niveau de l’État d'Imo que du pays. 
De 2009 à 2012, il est vice-président du Comité exécutif de l'Association parlementaire du Commonwealth – Région Afrique. En mai 2012, il est élu Président du Parlement panafricain en remplacement du Tchadien Idriss Ndélé Moussa. Il effectue une visite officielle au Cameroun pour remercier les autorités camerounaises pour le soutien apporté à sa candidature. Il entame également un plaidoyer pour le renforcement des pouvoirs du Parlement panafricain afin qu'il puisse devenir un organe législatif et aller ainsi au-delà de son rôle d'organe consultatif. Grâce à positionnement stratégique, le Parlement panafricain établit un cadre de promotion de la gouvernance démocratique et de défense de la paix et de la sécurité passant par l’observation des élections et les missions d’enquête dans les zones de conflit. 
En mai 2015, il clôture son mandat à la tête du Parlement panafricain. Il est remplacé par le Camerounais Roger Nkodo Dang. Il décède le 10 février 2019 à Londres. Aujourd'hui, le Parlement panafricain est pleinement l'organe législatif de l'Union Africaine.  